# Peter P. Pachl
Peter Paul Pachl (* 24. April 1953 in Bayreuth; † 15. November 2021 in Bochum) war ein deutscher Regisseur, Dramaturg, Intendant und Publizist.

## Familie
Peter Pachl wurde als Sohn von Marie-Luise Pachl, geborene Büscher, und ihrem Mann, dem promovierten Mediziner Erwin Pachl, in Bayreuth geboren.

## Ausbildung und Beruf
Seine musikalische Grundausbildung erhielt Peter Pachl auf dem Musikgymnasium der Regensburger Domspatzen, wo er bereits in einem eigenen Schauspiel- und Opernensemble tätig war. 1972 begann er ein Studium der Musik-, Theater- und Sprechwissenschaft an der Ludwig-Maximilians-Universität München, wo er 1977 zum Dr. phil. promoviert wurde. Neben seinem Studium war Pachl als Assistent beim ZDF und an Opernhäusern im In- und Ausland tätig. So arbeitete er zum Beispiel unter Günther Rennert, Götz Friedrich, Hans Neuenfels, Karl Wesseler, Herbert Junkers, Ulrich Brecht, Hansgünther Heyme und Hans-Peter Lehmann. Ab 1979 nahm er ein Studium der Wirtschaftswissenschaft in Mainz auf.
Pachl war von 1974 bis 1975 als Regisseur und Dramaturgiemitarbeiter am Staatstheater Nürnberg (Opernhaus) beschäftigt, arbeitete von 1977 bis 1979 als Spielleiter am Musiktheater Wiesbaden und stellte zudem eigene Inszenierungen in Ulm, Regensburg, Hildesheim, Koblenz, Wiesbaden, Wuppertal, Kassel, Bonn, Münster, Nürnberg und München vor. Im Jahr 1980 gründete er das Pianopianissimo-Musiktheater (PPP-Musiktheater) in München und leitete dessen Ensemble. 1972 rief er den eingetragenen Verein Internationale Siegfried Wagner Gesellschaft (ISWG) ins Leben und wurde auch Herausgeber der ISWG-Mitteilungs-Blätter. Von 1990 bis 1995 war Pachl Intendant und Verwaltungsdirektor des Thüringer Landestheaters Rudolstadt, der Thüringer Symphoniker Saalfeld-Rudolstadt und der Rudolstädter Festspiele. Von 1998 bis 2000 arbeitete er als stellvertretender Intendant und Chefdramaturg am Theater Hagen.

## Lehrtätigkeiten
Von 1989 bis 1991 unterrichtete er im Rahmen einer Verwaltungsprofessur für Opernregie an der Hochschule für Musik und Theater Hannover. Zudem erhielt er in Weimar, Bayreuth, Wien, Klosterneuburg, Bochum und Berlin Lehraufträge für Musik- und Theaterwissenschaft und lehrte außerdem Kulturmanagement in Weimar, Dresden, Hamburg, Görlitz und Berlin. Er unterrichtete u. a. auch „Veranstaltungskunde“, „Veranstaltungsmanagement“, „Darstellen und Präsentieren“ an der Beuth-Hochschule für Technik Berlin, wo er sich 2021 als Vizepräsident für Studium und Lehre bewarb.

## Buchveröffentlichungen

### als Autor
- Siegfried Wagners musikdramatisches Schaffen. Tutzing 1979. Zugleich Dissertation.
- Siegfried Wagner – Genie im Schatten. München 1988, ISBN 3-485-00576-2.
- Franz Schubert, das Lustschloss des Teufels und die Neufassung dieser Oper. Überlegungen anlässlich der Erstaufführung in Würzburg (1913). 2015, ISBN 978-3-656-88121-6 (Leseprobe).

### als Co-Autor
- als Co-Autor: Franz Schreker – Am Beginn der neuen Musik. Graz 1978.
- als Co-Autor: Wagner-Interpretationen. München/Salzburg 1982.
- als Co-Autor: Franz Schreker. Aachen 1984.
- als Co-Autor: Oper und Text. Siegen 1985.
- als Co-Autor: Oper heute. Graz 1985.
- als Co-Autor: Der Opernführer. Hamburg 1990.
- als Co-Autor: The New Grove Dictionary of Opera. London 1992.
- als Co-Autor und Mitherausgeber: 200 Jahre Theater in Rudolstadt – 200 Jahre Aufregung. Rudolstadt 1994, ISBN 3-9803772-0-2.
- als Co-Autor: Enzyklopädie des Musiktheaters. München 1995.
- als Co-Autor: Hans Pfitzner – „Das Herz“ und der Übergang zum Spätwerk. Tutzing 1997, ISBN 3-7952-0915-3.
- als Co-Autor: Repertoire und Spielplangestaltung. Salzburg 1999.

### als Herausgeber
- als Hrsg.: Die Erinnerungen des Bühnenbildners Kurt Söhnlein. Bayreuth 1980, ISBN 3-921733-25-1.
- als Hrsg. und Co-Autor: Ein Theater in Bewegung. Hagen 2000, ISBN 3-930217-40-6.
- als Hrsg.: Siegfried-Wagner-Kompendium 1. Herbolzheim 2003, ISBN 3-8255-0401-8.

### als Mitarbeiter
Großes Lexikon der Musik. Freiburg 1982.

## Fernsehen

### Von Pachl
- Arthur Rubinstein. ZDF, Redaktion: Peter P. Pachl
- Was der Wald uns singt. Ein Film von Peter P. Pachl und Barrie Gavin, ARD 1999
- Ein Wiener in Hollywood – Erich Wolfgang Korngold. Texte: Peter P. Pachl, Arte 2001
- Richard Wagner, „Die Meistersinger von Nürnberg“, Festwiese. Aufzeichnung vom Gendarmenmarkt Berlin 2000. Inszenierung: Peter P. Pachl, ARTE 2001

### Über Pachls Arbeit
- "W". und der böse Mann – ein Film über Peter P. Pachl und die Familie Wagner, von Norbert Beilharz, NDR 1984
- Ende gut, alle tot, ein Film von Harad Quist über das Thüringer Landestheater und seinen Intendanten Peter P. Pachl, MDR 1993
- Wahnopfer in Rudolstadt, ein Film von Uwe Belz über die Rudolstädter Festspiele und ihren Intendanten Peter P. Pachl, MDR 1995